# Hans Nell
Hans Birger Gustav "Hasse" Nell, född 27 maj 1931 i Upplands Väsby, är en svensk före detta fotbollsspelare, som under hela sin karriär representerade Hammarby IF.
Nell kom till Hammarby från Väsby IK 1950, och spelade för klubben fram till 1965. Mellan 1954 och 1965 spelade han sammanlagt nio allsvenska säsonger för klubben. Totalt gjorde han 243 matcher (13 mål) för Hammarby, varav 152 (2) i Allsvenskan.
Nell spelade 3 B-landskamper för Sverige mellan 1954 och 1957.